# Pravoslav Vykouk

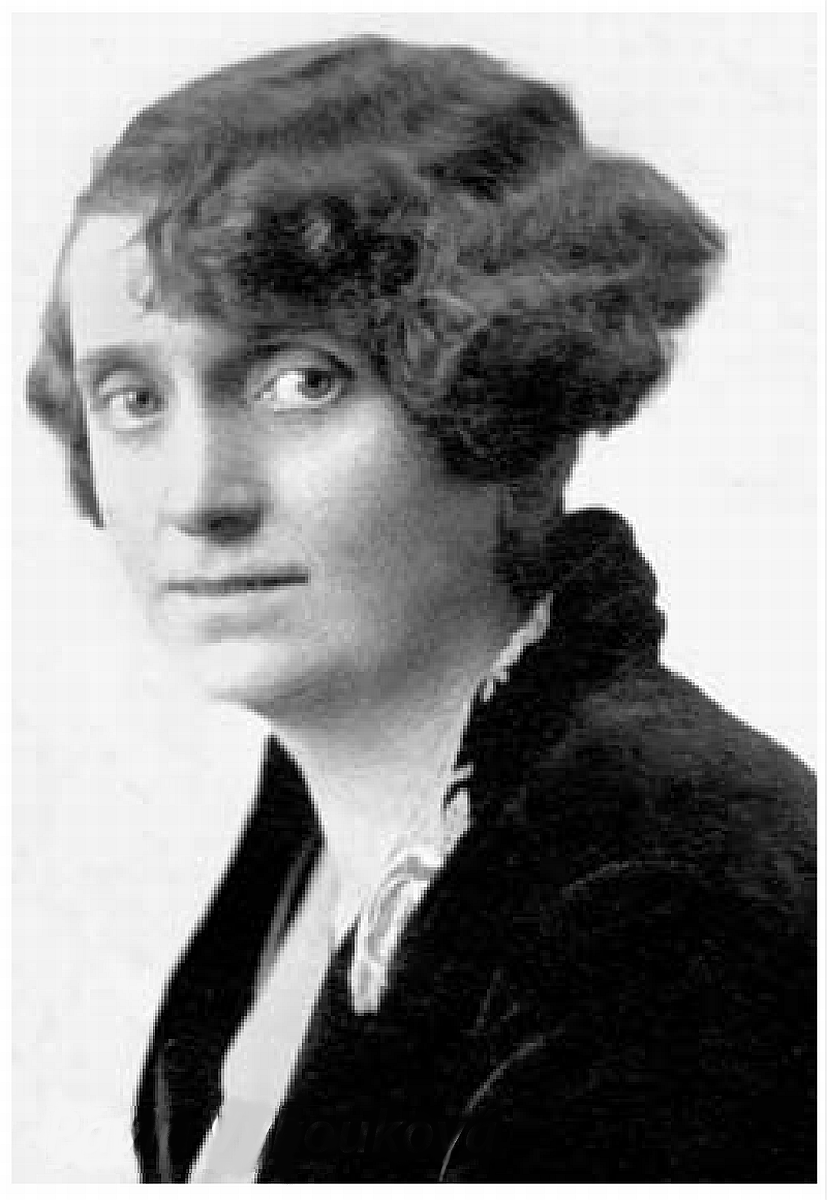
Pavla Vykouková – jeho manželka

Pravoslav Vykouk (5. března 1902 Hříškov – 24. října 1942 koncentrační tábor Mauthausen) byl obchodník a teplický sokolský funkcionář, který se po záboru Sudet přestěhoval s rodinou do Radotína u Prahy. Spolu se svojí manželkou Pavlou Vykoukovou se začlenili do řad sokolské odbojové organizace Jindra a stali se podporovateli parašutistů výsadku Anthropoid.

## Život

### Působení v Teplicích
Pravoslav Vykouk byl obchodníkem. Sídlil v Teplicích na Školním náměstí 14 (dnes Benešovo náměstí). V Teplicích–Trnovanech provozoval pod Sokolovnou obchod s prádlem a kromě toho se zabýval prodejem lahůdek a koloniálního zboží. Jeho manželka Pavla Vykouková byla členkou a čelní pracovnicí sokolské župy Krušnohorské-Kukaňovy a její manžel Pravoslav byl též předním funkcionářem stejné župy a vykonával funkci starosty teplického Sokola. Na sklonku 30. let 20. století byl starostou sokolské župy Krušnohorské-Kukaňovy Jan Zelenka-Hajský. Po podepsání Mnichovské dohody (30. září 1938) a po záboru Sudet byla rodina Vykoukova nucena na podzim roku 1938 opustit Teplice; nějaký čas byli ubytováni dočasně po různu u svých příbuzných a známých až se nakonec v roce 1939 přestěhovali z Teplic–Šanova do Radotína u Prahy.

### Působení v Praze
V Praze získal Pravoslav Vykouk místo jako výběrčí Středočeských elektráren. Manželé Vykoukovi se v Praze setkali se svým známým Janem Zelenkou–Hajským (ředitelem školy v Praze XI.) – členem sokolské ilegální odbojové organizace Jindra a vedoucím její radikální odnože Říjen. Manželé Vykoukovi se dostali do kontaktu i s Aloisem Moravcem (manželem Marie Moravcové), který zastával funkci inspektora Československých státních drah (ČSD) v Praze XI. Ke spolupráci se sokolským odbojem získala manžele Vykoukovi na schůzce krajanů z Teplic bývalá teplická sokolka Terezie Kaliberová.

### V odboji
V odboji se manželé Vykoukovi soustředili na pomoc zatčeným sokolům a jejich rodinám a současně spoluorganizovali zásobování parašutistů potravinami a potřebným zbožím nutným k přežitím v ilegalitě. Postupně se tak stali důležitým článkem v podpoře parašutistů výsadku Anthropoid.
Ve svém radotínském domku (v ulici Ke Zděři 320/49) po 5. květnu 1942 celý týden ukrývali nadporučíka pěchoty parašutistu Adolfa Opálku – velitele paradesantního výsadku Out Distance. Parašutistu ukrývali i v budově radotínského Sokola (na adrese Vykoukových 622/2), kde vykonávali funkci správců.

### Zatčení, výslechy, věznění, ...
Po atentátu na Heydricha (27. května 1942), následné zradě Karla Čurdy (16. června 1942) a po rozhodujícím boji parašutistů v pravoslavném chrámu svatého Cyrila a Metoděje na Novém Městě pražském (18. června 1942) byli Pravoslav Vykouk i jeho manželka Pavla Vykouková dne 30. června 1942 zatčeni gestapem v Radotíně. Byli převezeni do pankrácké věznice; podrobeni výslechům v Petschkově paláci; následně byli převezeni do věznice gestapa v malé pevnosti Terezín a odtud pak deportováni (22. října 1942) do koncentračního tábora Mauthausen. Zde byli 24. října 1942 popraveni střelu do týla spolu s ostatními členy sokolské odbojové organizace Jindra.

### Potomci
Jejich dcera Naděžda Vykouková (v roce 1942 jí bylo 16 let) a syn Pravoslav Vykouk (v roce 1942 mu bylo 12 let) byli v listopadu 1942 rovněž zatčeni gestapem. Během druhé světové války byli oba sourozenci vězněni v německých internačních táborech. Konce druhé světové války se oba dožili.

Osoby v odboji
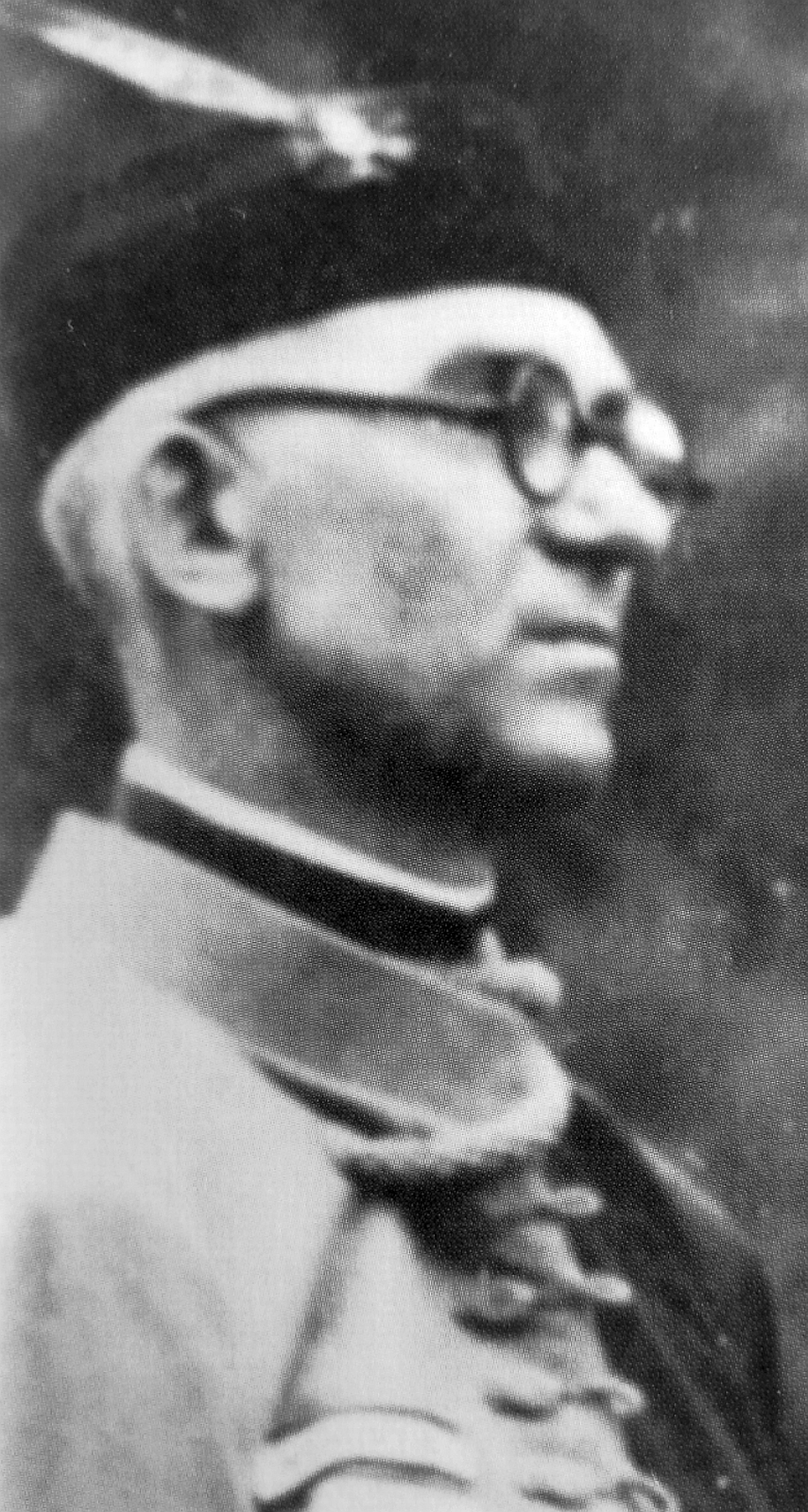
Jan Zelenka-Hajský
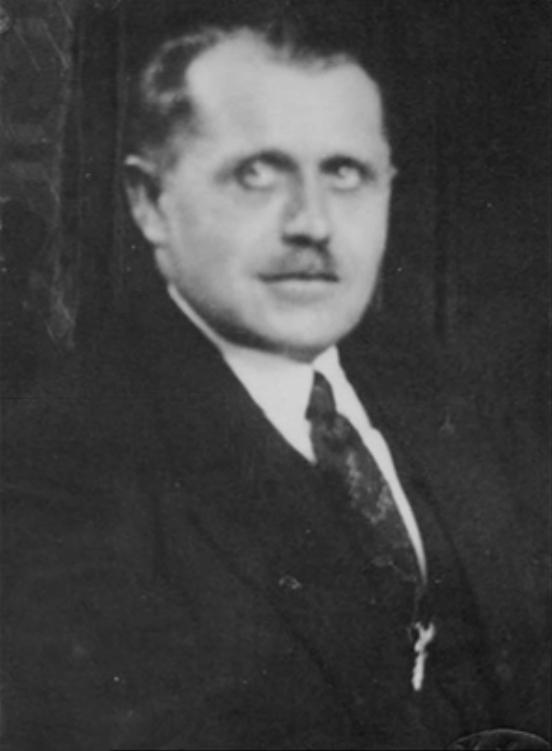
Alois Moravec (manžel Marie Moravcové)
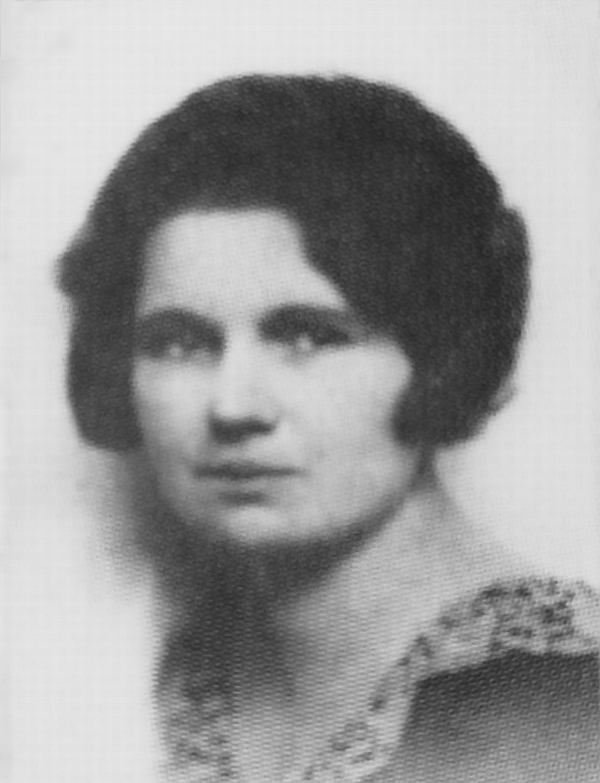
Terezie Kaliberová
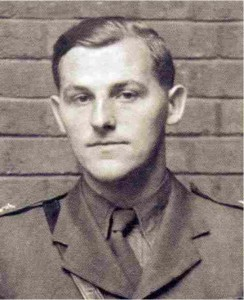
Adolf Opálka, jeden z atentátníků z Operace Anthropoid

## Připomínky
- Jeho jméno (Vykouk Pravoslav *5. 3. 1902) i jméno jeho manželky (Vykouková Pavla roz. Bechyňová *14. 3. 1896) je uvedeno na pomníku při pravoslavném chrámu svatého Cyrila a Metoděje (adresa: Praha 2, Resslova 9a). Pomník byl odhalen 26. ledna 2011 a je součástí Národního památníku obětí heydrichiády.[10][11][12]
- V Radotíně připomíná manžele Pravoslava Vykouka a Pavlu Vykoukovou ulice „Vykoukových“.[3][6][7]

## Galerie

Ulice, budovy, památník
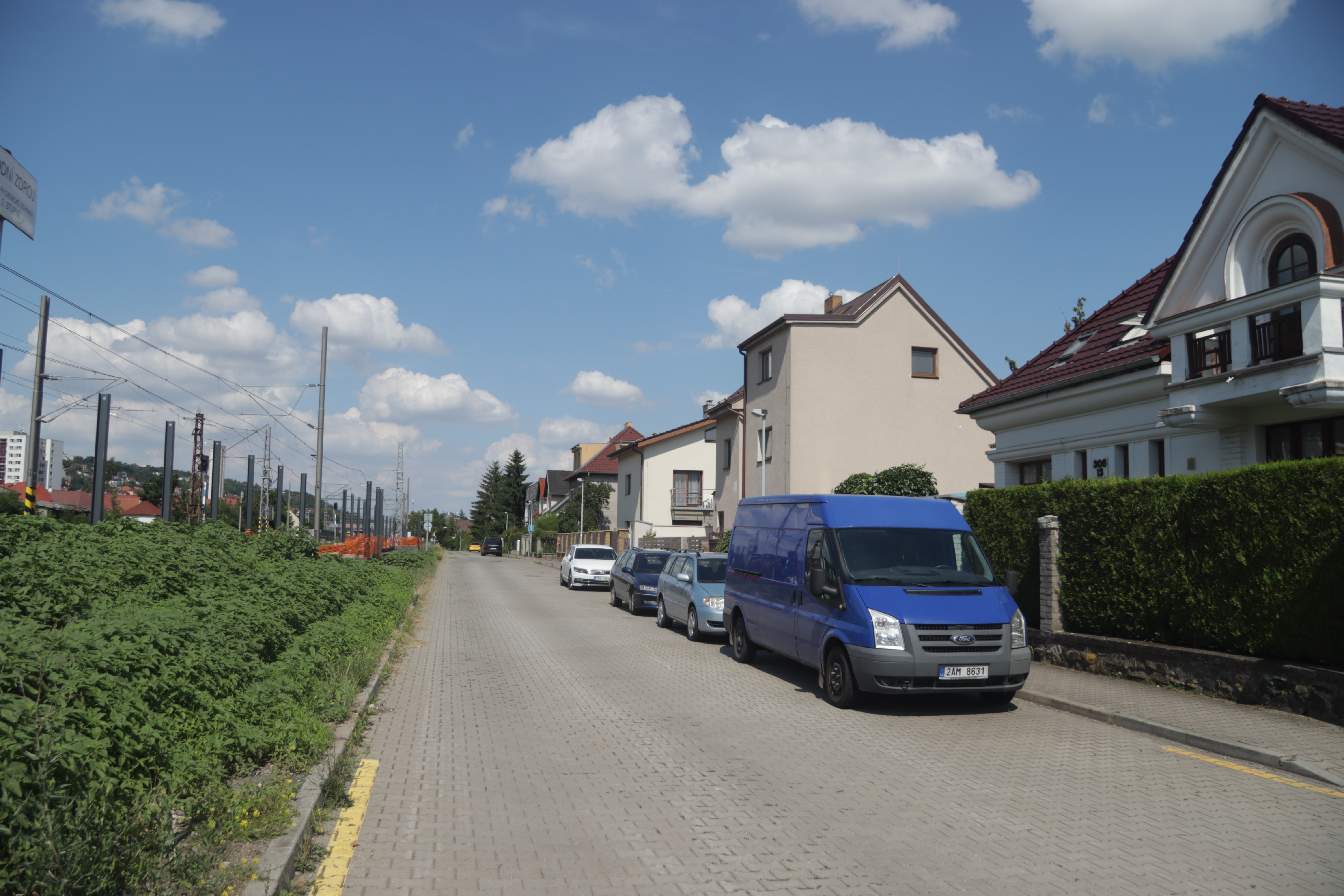
Ulice Ke Zděři v Radotíně (rok 2021), kde měli Vykoukovi domek
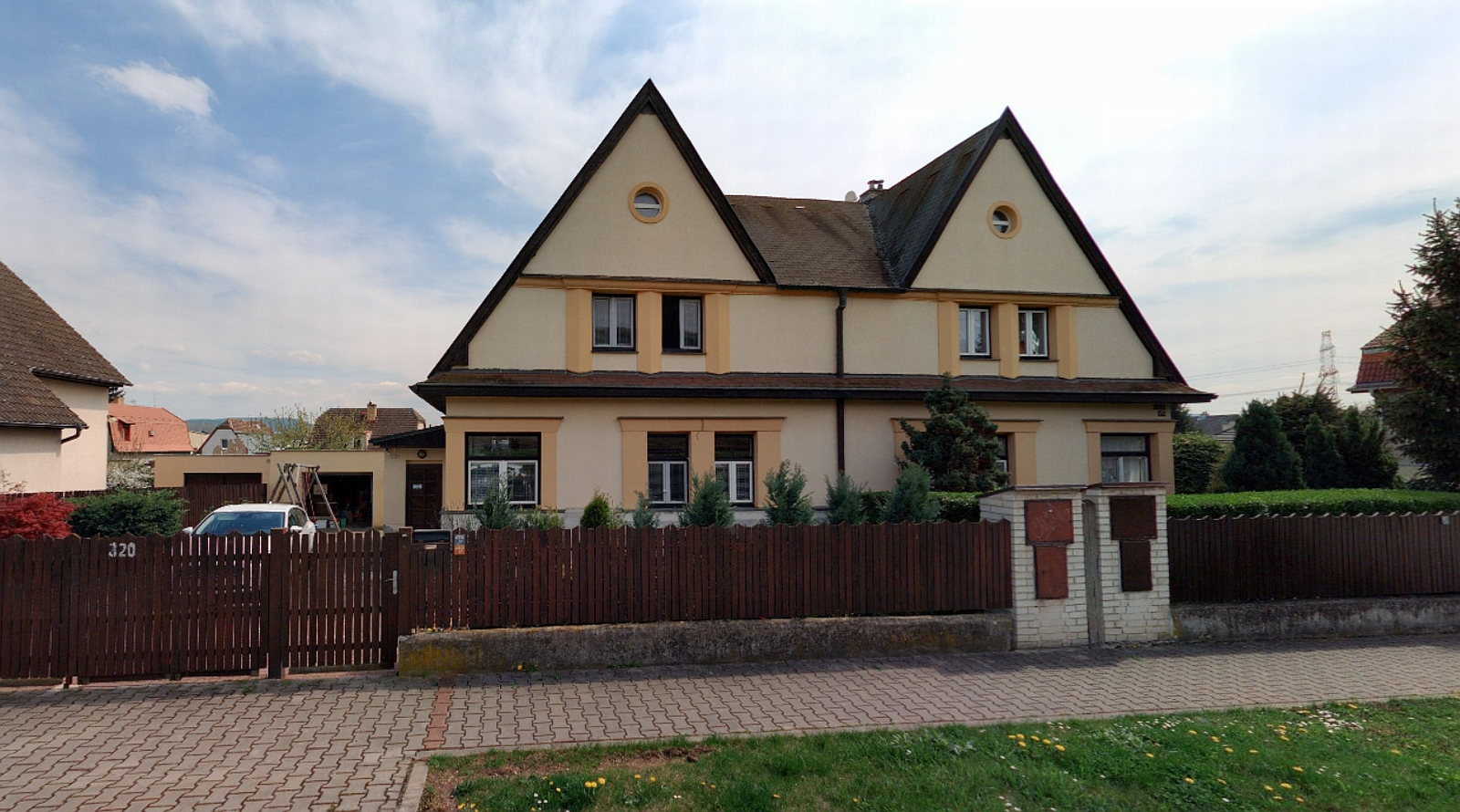
Domek manželů Vykoukových (rok 2022) v ulici Ke Zděři, kde za protektorátu ukrývali Adolfa Opálku
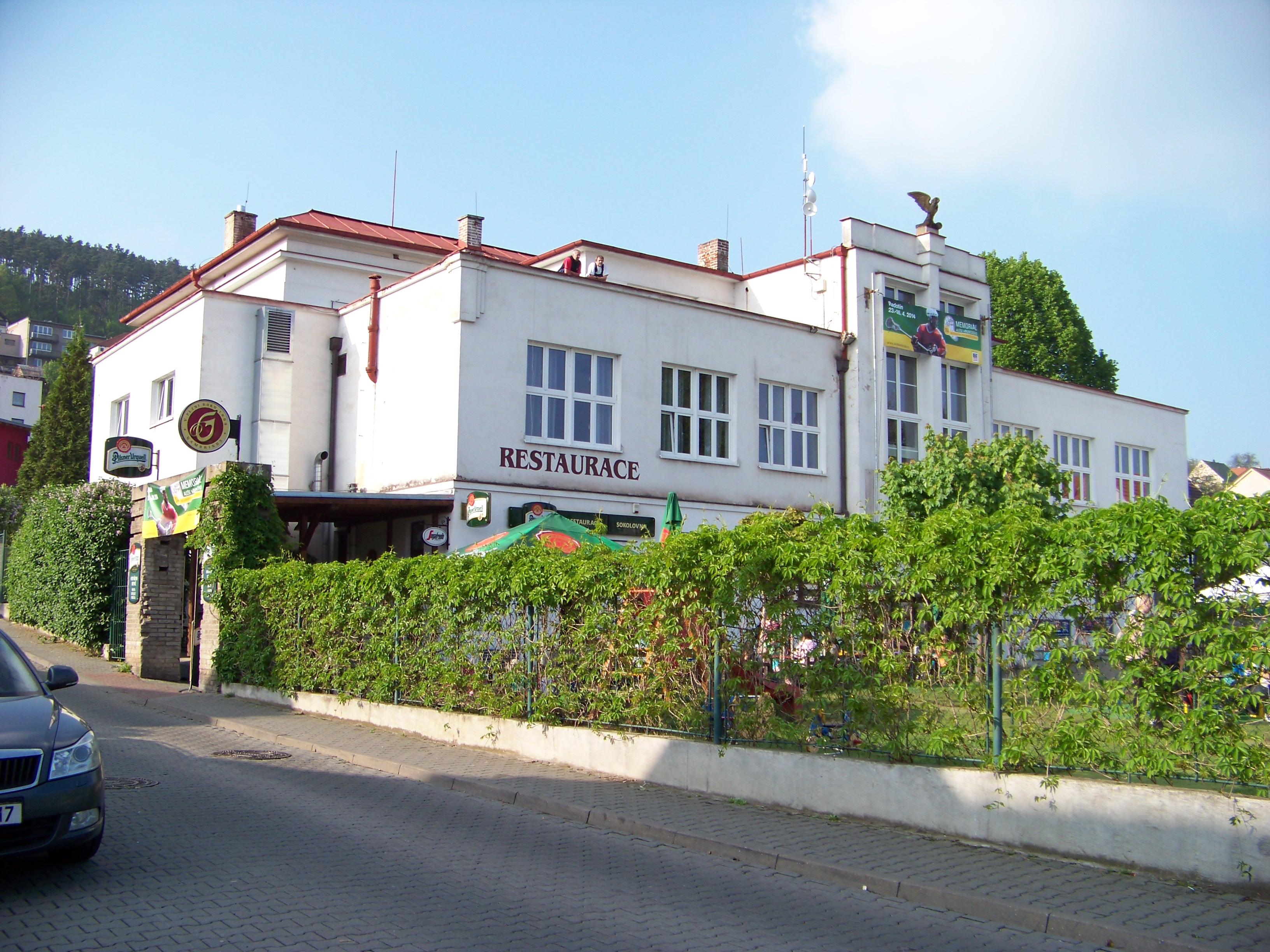
Sokolovna v Radotíně (rok 2014), kde manželé Vykoukovi ukrývali za protektorátu Adolfa Opálku
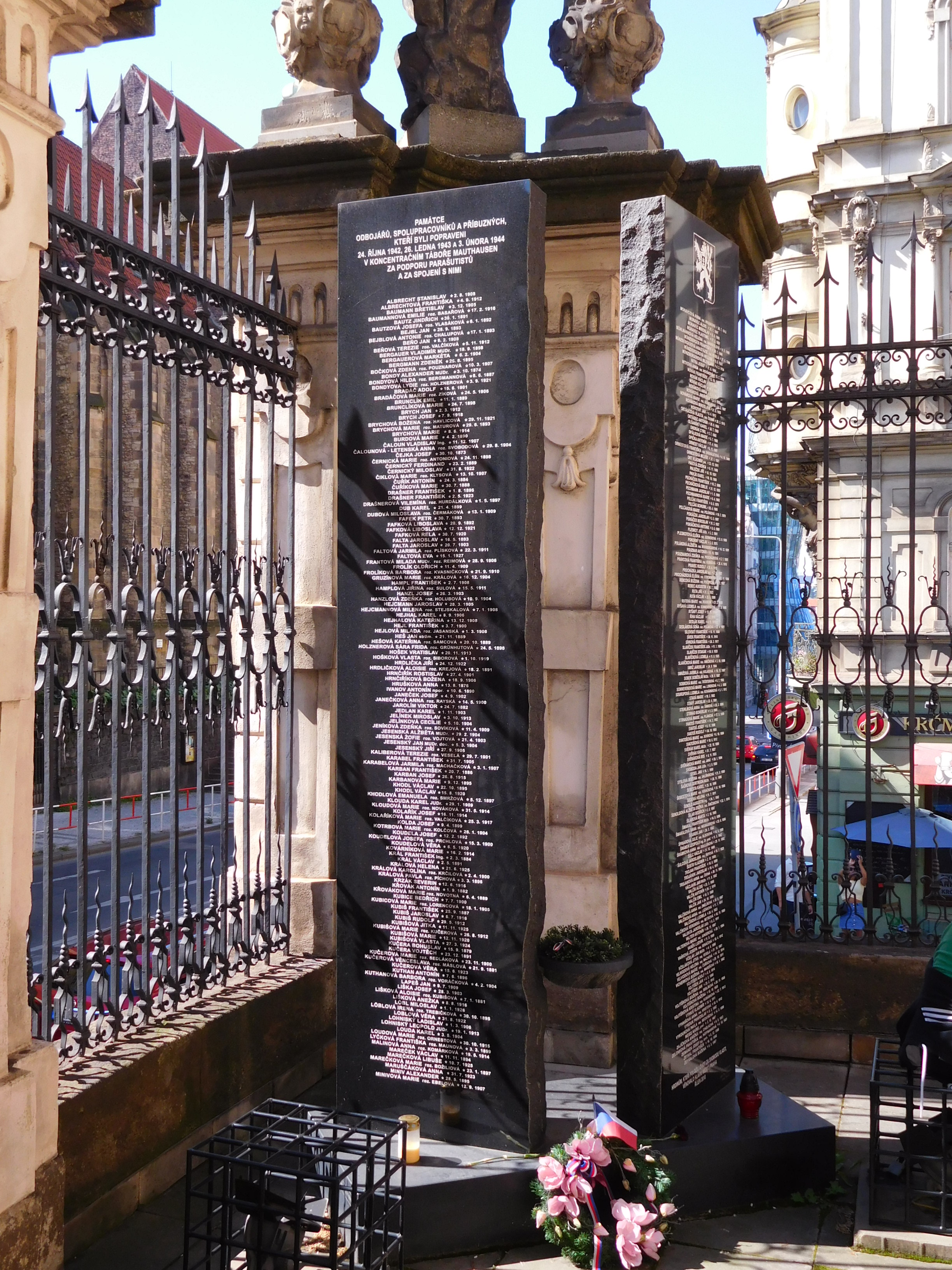
Pomník odbojářům popraveným a umučeným v souvislostí s operací Anthropoid (Resslova ulice)